# Ferrovia ad alta velocità Istanbul-Ankara
La ferrovia ad alta velocità Istanbul–Ankara è una linea ferroviaria turca che connette le due principali città dello Stato: Ankara e Istanbul. La linea parte dalla capitale turca per giungere sino a Pendik, un sobborgo di Istanbul, nella parte asiatica della città.

## Storia
La ferrovia venne realizzata in due fasi. Si iniziò con la costruzione di 251 km di ferrovia a doppio binario tra Sincan (un distretto di Ankara) e İnönü. I lavori iniziarono nel 2003; nel 2007 fu terminato il tratto tra Eskişehir ed Esenkent, l'anno seguente venne completato il tratto tra la capitale ed Esenkent. Il 13 marzo 2009 iniziò il servizio commerciale. La tratta Eskişehir - İnönü fu completata nel 2010. Il costo totale dei lavori della prima fase del progetto ammontava a 747 milioni di dollari americani.
La seconda fase consisteva nella costruzione del tratto tra İnönü e Gebze, per un totale di 214 km con un costo di 2,27 miliardi di dollari americani, maggiore rispetto alla prima parte del progetto a causa dell'orografia difficile del territorio attraversato che ha comportato lo scavo di 39 gallerie e la costruzione di 33 ponti e viadotti.
La tratta Inonu - Pendik (sobborgo di Istanbul) fu inaugurata dal primo ministro il 25 luglio 2014 con un servizio Istanbul (Pendik) - Ankara della durata di 3 ore e mezza. Il servizio commerciale iniziò il 4 agosto successivo con un'offerta di sei coppie giornaliere di treni. Il proseguimento fino alla stazione centrale di Istanbul è previsto per il 2018.
La costruzione fu finanziata per 1,25 miliardi di euro dalla Banca europea degli investimenti e per 120 milioni di euro direttamente dall'Unione europea. Il resto a carico del governo turco.

## Percorso
| Continuation backward |

| Head station |

| Unknown route-map component "ABZgl" |

| Small non-passenger station on track |

| Unknown route-map component "ABZg+l" |

| Small non-passenger station on track |

| Straight track |

| Station on track |

| Unknown route-map component "ABZgl" |

| Station on track |

| Small non-passenger station on track |

| Small non-passenger station on track |

| Small non-passenger station on track |

| End station |

| Continuation forward |